# Palazzo del Bufalo
Palazzo del Bufalo, sede di uffici, occupa la parte ad angolo dell'isolato che affaccia sul Corso Vittorio Emanuele III e via Cavour, in pieno centro storico di Reggio Calabria. In passato l'edificio ha ospitato la cassa nazionale per le assicurazioni sociali.

## Descrizione architettonica
Progettado dall'ingegnere Tommaso Del Bufalo, da cui il nome del palazzo, nel 1922 fu completato nel 1926.
Rappresenta uno degli esempi degni di nota di architettura liberty. Il manufatto architettonico è costituito da un seminterrato e da due piani fuori terra con un impianto planimetrico di forma quadrata che racchiude un cortile centrale. Il prospetto principale che affaccia sul Corso Vittorio Emanuele III si presenta con un ingresso decorato costituito da doppi portali ad arco a tutto sesto con cornice in finta pietra ed ai lati due colonne, inoltre le aperture del pianoterra architravate con cornice in finta pietra poggiano su un basamento trattato con la stessa tipologia di materiali in cui sono collocate le finestre architravate del seminterrato dotate di inferriate. Le pareti del piano superiore sono trattate con intonaco liscio con aperture architravate, talune con balconi appoggiati su mensole con ringhiera in ferro battuto artistico, nel prospetto laterale si ripetono le stesse tipologie di elementi architettonici, inoltre per tutte le facciate corre una fascia riccamente decorata a motivi floreali sormontata da un cornicione e balaustra lineare rialzata in corrispondenza dell'ingresso.